# Xã East Lancaster, Quận Keokuk, Iowa
Xã East Lancaster (tiếng Anh: East Lancaster Township) là một xã thuộc quận Keokuk, tiểu bang Iowa, Hoa Kỳ. Năm 2010, dân số của xã này là 102 người.